# Kanton Fourmies
Kanton Fourmies is een kanton van het Franse Noorderdepartement. Het kanton maakt deel uit van het arrondissement Avesnes-sur-Helpe.
Het kanton werd opgericht bij decreet van 17 februari 2014, in voege vanaf begin 2015. Het is gevormd door samenvoeging van delen van de kantons Solre-le-Château, Trélon,  Avesnes-sur-Helpe-Sud, Avesnes-sur-Helpe-Nord en Maubeuge-Sud

## Gemeenten
Het kanton Fourmies omvat de volgende 46 gemeenten:
- Aibes
- Anor
- Avesnelles
- Baives
- Bas-Lieu
- Beaurieux
- Bérelles
- Beugnies
- Bousignies-sur-Roc
- Cerfontaine
- Choisies
- Clairfayts
- Colleret
- Cousolre
- Damousies
- Dimechaux
- Dimont
- Eccles
- Eppe-Sauvage
- Felleries
- Féron
- Ferrière-la-Petite
- Flaumont-Waudrechies
- Fourmies
- Glageon
- Hestrud
- Lez-Fontaine
- Liessies
- Moustier-en-Fagne
- Obrechies
- Ohain
- Quiévelon
- Rainsars
- Ramousies
- Recquignies
- Rousies
- Sains-du-Nord
- Sars-Poteries
- Sémeries
- Solre-le-Château
- Solrinnes
- Trélon
- Wallers-en-Fagne
- Wattignies-la-Victoire
- Wignehies
- Willies